# Provincia de Lugo
Lugo es una provincia española, una de las cuatro que conforman la comunidad autónoma de Galicia. Limita al norte con el mar Cantábrico, al oeste con la provincia de La Coruña, al suroeste con la de Pontevedra, al sur con la provincia de Orense y al este con el Principado de Asturias y la provincia de León.
Aunque es la más extensa de las cuatro provincias gallegas, es la tercera en número de habitantes (325 048 en 2024). Su capital y municipio más poblado es Lugo, seguido de Monforte de Lemos, Vivero, Villalba, Sarria, Foz y Ribadeo.
Los principales ríos son el río Sil y el Miño, que también recorre la provincia de Orense y hace de límite entre la provincia de Pontevedra y Portugal, desembocando en el Atlántico. En la cornisa cantábrica tiene muchos ríos pequeños, destacando el río Eo, que en su desembocadura hace frontera con Asturias a través de la ría de Ribadeo.

## Demografía
La población de la provincia de Lugo ha experimentado un fuerte y continuado descenso desde los años 40 del siglo XX, motivado fundamentalmente por una baja fecundidad, pero también por la emigración a las otras provincias costeras de Galicia, a otras provincias de España y al extranjero, principalmente a países de Iberoamérica como Argentina o Uruguay.
| Gráfica de evolución demográfica de la provincia de Lugo entre 1842 y 2021               |
|                                                                                          |
| Fuente: Instituto Nacional de Estadística de España - Elaboración gráfica por Wikipedia. |

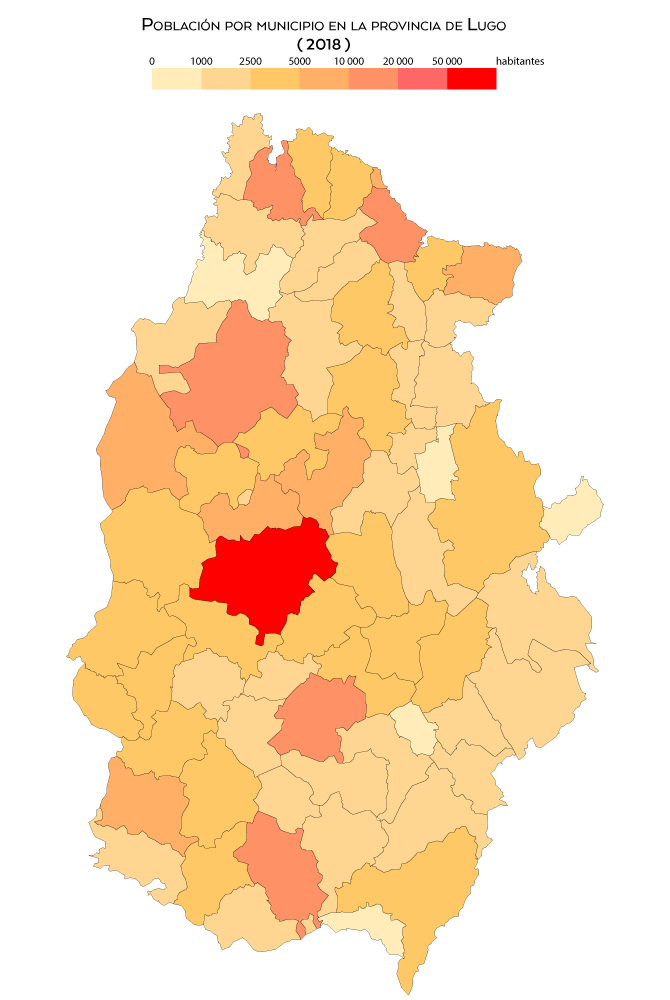
Población por municipio (2018)
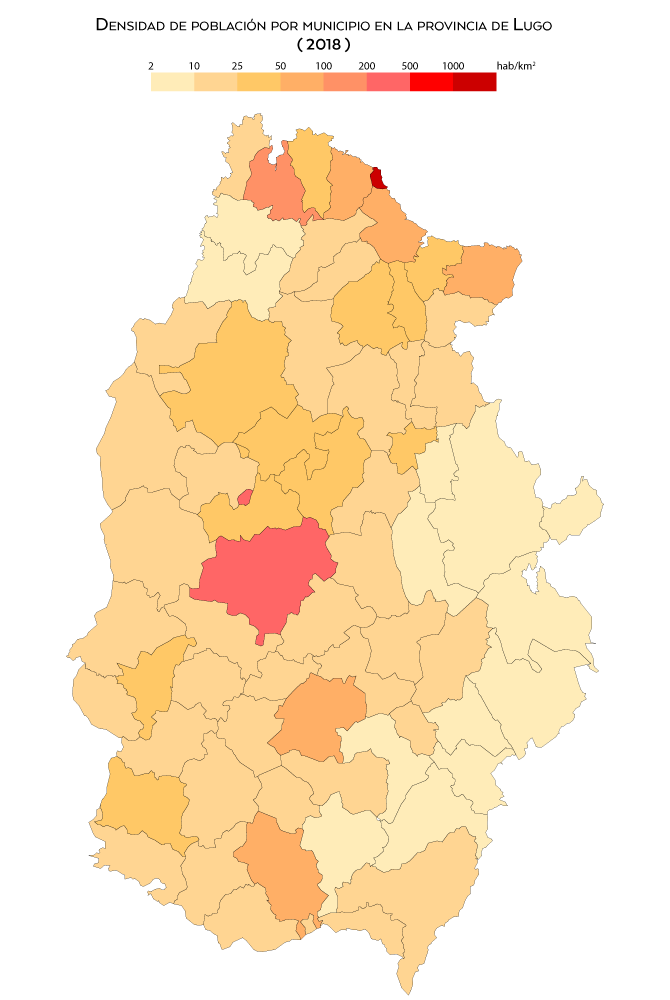
Densidad de población (2018)
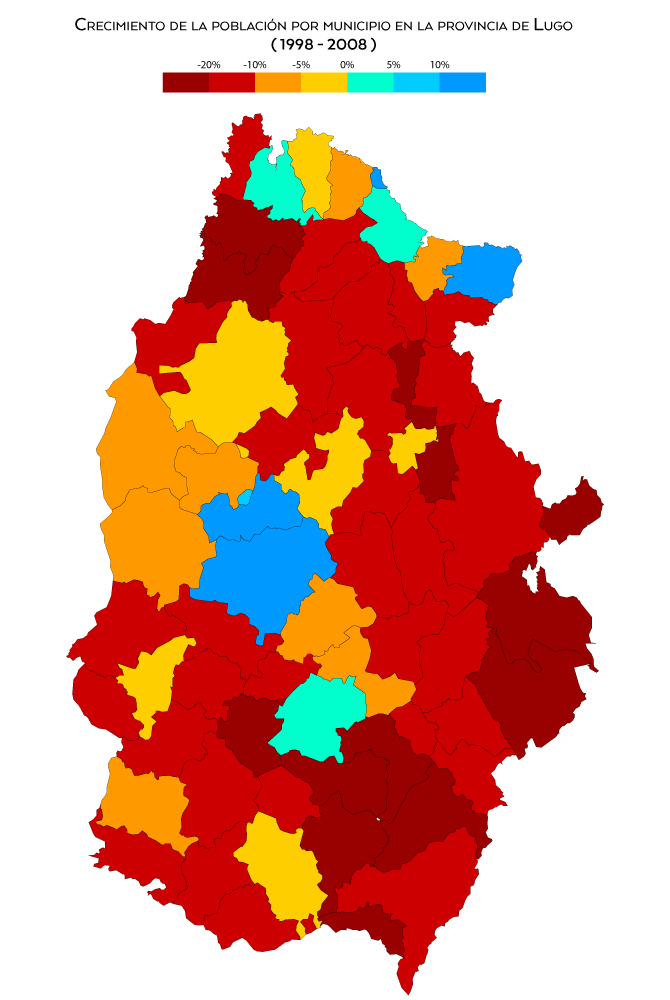
Crecimiento de la población entre 1998 y 2008
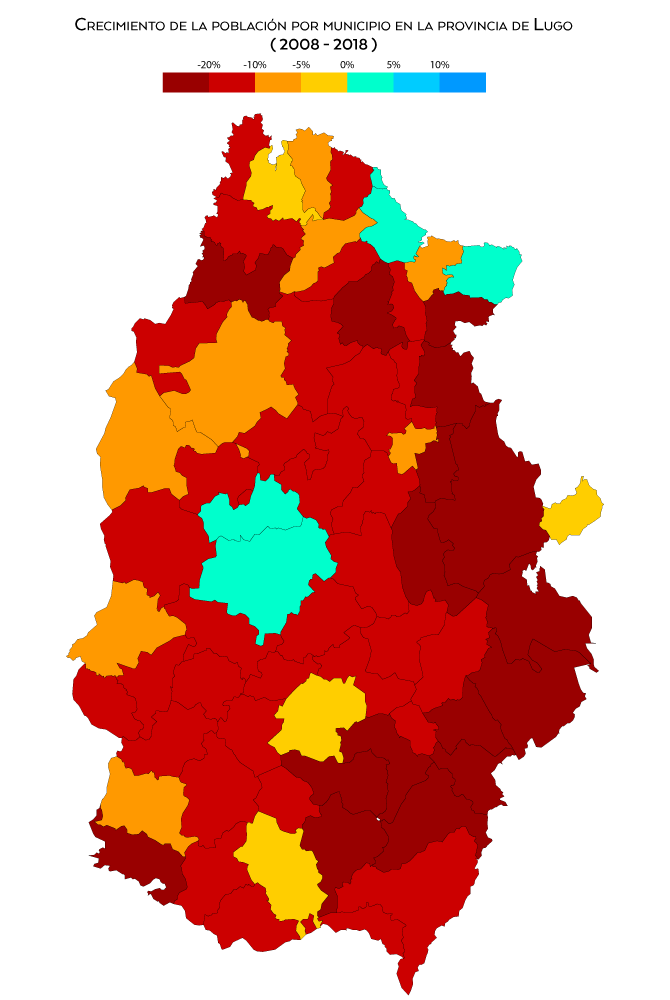
Crecimiento de la población entre 2008 y 2018

## Geografía

### Rías
Las rías de la provincia de Lugo forman parte de las Rías Altas. De oeste a este son:
- Ría del Barquero, desembocadura del río Sor, límite de las provincias de Lugo y La Coruña.
- Ría de Vivero, desembocadura del río Landro, al norte de Vivero.
- Ría de Foz, desembocadura del río Masma, al este de Foz.
- Ría de Ribadeo, desembocadura del río Eo, límite entre Galicia y Asturias.

### Ríos
- Río Miño, nace en la sierra de Meira y desemboca en el océano Atlántico en el límite hispano-portugués.
- Río Eume, nace en Abadín y desemboca en la Ría de Pontedeume en la provincia de La Coruña.
- Río Sil, nace en la comarca de Babia (León) y desemboca en el río Miño.
- Río Landro, nace en la sierra del Gistral y desemboca en la ría de Vivero.
- Río Ouro, nace en la sierra del Gistral y desemboca en el mar Cantábrico.
- Río Masma, nace en la sierra de la Tojiza y desemboca en la ría de Foz.
- Río Eo, nace en la comarca de Fonsagrada y desemboca en la ría de Ribadeo.
- Río Ladra, nace en Vilalba y desemboca en el río Miño.
- Río Narla, nace en los montes del Corno de Boi y desemboca en el río Miño.
- Río Anllo, nace en la sierra del Gistral y desemboca en el río Miño.
- Río Lea, nace en la sierra del Monciro y desemboca en el río Miño.
- Río Neira, nace en la sierra del Portelo y desemboca en el río Miño.
- Río Navia, nace en Los Ancares y desemboca en Navia (Asturias).
- Río Cabe, nace en Incio y desemboca en el río Sil.
- Río Lor, nace en la sierra del Caurel y desemboca en el río Sil.
- Río Ulla, nace en la parroquia de Olveda y desemboca en el océano Atlántico en la Ría de Arosa.

### Cabos
Los más conocidos son:
- Punta Socastro, en el municipio de Vicedo.
- Punta Roncadoira, en el municipio de Jove.
- Cabo de Morás, en el municipio de Jove.
- Cabo de San Cibrao, en el municipio de Cervo.
- Cabo Burela, en el municipio de Burela.

## Municipios
La siguiente tabla muestra todos los municipios de la provincia de Lugo así como su población a 1 de enero de 2021: 
| Nº | Municipio         | Población (2021) |
| 1  | Lugo (Capital)    | 97 613           |
| 2  | Monforte de Lemos | 18 242           |
| 3  | Vivero            | 15 312           |
| 4  | Villalba          | 14 006           |
| 5  | Sarria            | 13 257           |
| 6  | Foz               | 10 078           |
| 7  | Ribadeo           | 9871             |
| 8  | Burela            | 9428             |
| 9  | Chantada          | 8134             |
| 10 | Guitiriz          | 5455             |
| 11 | Otero de Rey      | 5216             |
| 12 | Castro de Rey     | 5110             |
| 13 | Cospeito          | 4374             |
| 14 | Cervo             | 4192             |
| 15 | Friol             | 3682             |
| 16 | Saviñao           | 3589             |
| 17 | Monterroso        | 3562             |
| 18 | Mondoñedo         | 3480             |
| 19 | Corgo             | 3440             |
| 20 | Fonsagrada        | 3328             |
| 21 | Quiroga           | 3151             |
| 22 | Palas de Rey      | 3316             |

| Nº | Municipio     | Población (2021) |
| 23 | Jove          | 3360             |
| 24 | Barreiros     | 3001             |
| 25 | Begonte       | 2976             |
| 26 | Pastoriza     | 2963             |
| 27 | Becerreá      | 2826             |
| 28 | Taboada       | 2689             |
| 29 | Guntín        | 2638             |
| 30 | Castroverde   | 2592             |
| 31 | Láncara       | 2551             |
| 32 | Baralla       | 2445             |
| 33 | Pantón        | 2429             |
| 34 | Abadín        | 2297             |
| 35 | Sober         | 2243             |
| 36 | Puente Nuevo  | 2207             |
| 37 | Carballedo    | 2123             |
| 38 | Lorenzana     | 2129             |
| 39 | Valle de Oro  | 1960             |
| 40 | Antas de Ulla | 1935             |
| 41 | Germade       | 1768             |
| 42 | Paradela      | 1723             |
| 43 | Meira         | 1731             |
| 44 | Alfoz         | 1610             |
| 45 | Vicedo        | 1657             |

| Nº | Municipio              | Población (2021) |
| 46 | Puebla del Brollón     | 1615             |
| 47 | Pol                    | 1634             |
| 48 | Rábade                 | 1524             |
| 49 | Incio                  | 1521             |
| 50 | Bóveda                 | 1481             |
| 51 | Puertomarín            | 1382             |
| 52 | Páramo                 | 1347             |
| 53 | Cervantes              | 1288             |
| 54 | Samos                  | 1222             |
| 55 | Riotorto               | 1213             |
| 56 | Baleira                | 1190             |
| 57 | Trabada                | 1114             |
| 58 | Navia de Suarna        | 1041             |
| 59 | Los Nogales            | 1018             |
| 60 | Folgoso de Caurel      | 989              |
| 61 | Orol                   | 984              |
| 62 | Piedrafita del Cebrero | 943              |
| 63 | Ribas de Sil           | 946              |
| 64 | Muras                  | 611              |
| 65 | Triacastela            | 627              |
| 66 | Ribera de Piquín       | 513              |
| 67 | Negueira de Muñiz      | 223              |

Los municipios de Castro de Rey y Otero de Rey se encuentran en el área metropolitana de la ciudad de Lugo, sumando así (y junto al municipio de Rábade y Corgo) una área de 113 117 habitantes a fecha de 1/1/2018.
La provincia de Lugo es la 31.ª de España en que existe un mayor porcentaje de habitantes concentrados en su capital (29,59 %, frente a 31,96 % del conjunto de España).

## Comunicaciones

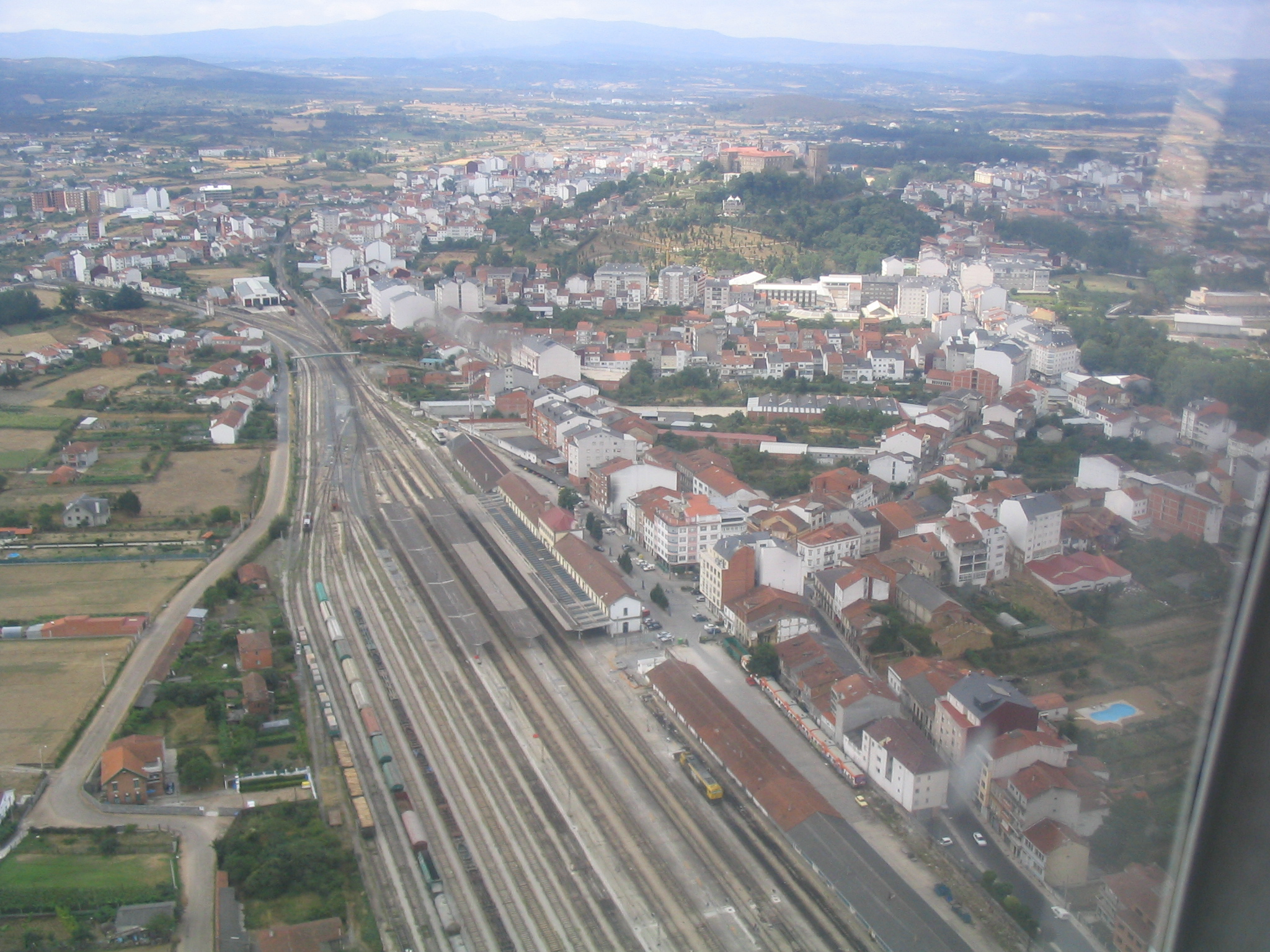
Vista aérea de la estación de Monforte de Lemos, la más importante de la provincia

### Red de carreteras
- A-6: Arteijo - La Coruña - Lugo - Ponferrada - Benavente - Medina del Campo - Madrid.
- N-634 (futura A-8): Santiago de Compostela - Villalba - Ribadeo - Gijón - Torrelavega - Bilbao - San Sebastián - Irún
- N-120 (futura A-76): Logroño - Burgos - León - Monforte de Lemos - Orense - Vigo
- CG-2.1: Lalín (AP-53) - Chantada - Monforte de Lemos
- CG-2.2: Lugo - Sarria - Monforte de Lemos
- CG-2.3: Vicedo - Vivero - Burela - San Ciprián
- N-547 (futura A-54): Santiago de Compostela - Mellid - Palas de Rey - Guntín (N-540)
- N-642 (futura A-82): Ferrol - Ortigueira - Vivero - Burela - Foz
- N-540 (futura A-56): Lugo - Guntín (N-547) - Chantada - Orense
- N-640: Vegadeo-Ribadeo (N-634) - Lugo - Lalín - Villagarcía de Arosa

### Transporte ferroviario
- La Coruña-Palencia (Renfe) pasando por Lugo, Sarria y Monforte de Lemos.
- Vigo-Orense-Monforte de Lemos (Renfe)
- Ferrol-Oviedo (FEVE) pasando por Vivero, Burela, Foz y Ribadeo.

### Transporte aéreo
- Aeródromo de Rozas (Lugo)
- Aeródromo de Villaframil (Ribadeo)
- Helipuerto Costa Norte (Vivero)

## Cultura

### Lenguas
La inmensa mayoría de sus habitantes tiene por lengua habitual y mayoritaria el gallego. Algunas personas, sobre todo las más ancianas, son monolingües gallegos. Es tan solo posible encontrar núcleos mixtos gallego y español hablantes en algunos de los núcleos superiores a 10 000 habitantes, que generalmente son pocos. Incluso en la capital, la vitalidad de la lengua gallega en las conversaciones es muy fuerte.
Se hablan varias variantes de gallego en la provincia de Lugo. No obstante tienen la característica de ser las isoglosas más cercanas al leonés y por tanto también a las lenguas castellanas, por lo que presentan algunos signos fonéticos y gramaticales que son erróneamente considerados influencias del español o del leonés. Sin embargo, el gallego de Lugo, especialmente en las zonas no costeras, es probablemente de los más genuinos[cita requerida] de toda Galicia, debido a la casi nula influencia[cita requerida] histórica del español en la población rural.